# مسکو (آلاباما)
مسکو (به انگلیسی: Moscow) یک منطقهٔ مسکونی در ایالات متحده آمریکا است که در شهرستان مرنگو، آلاباما واقع شده‌است. مسکو ۲۷٫۱۳ متر بالاتر از سطح دریا واقع شده‌است.